# Liste der Äbte des Klosters Weißenburg (Elsass)

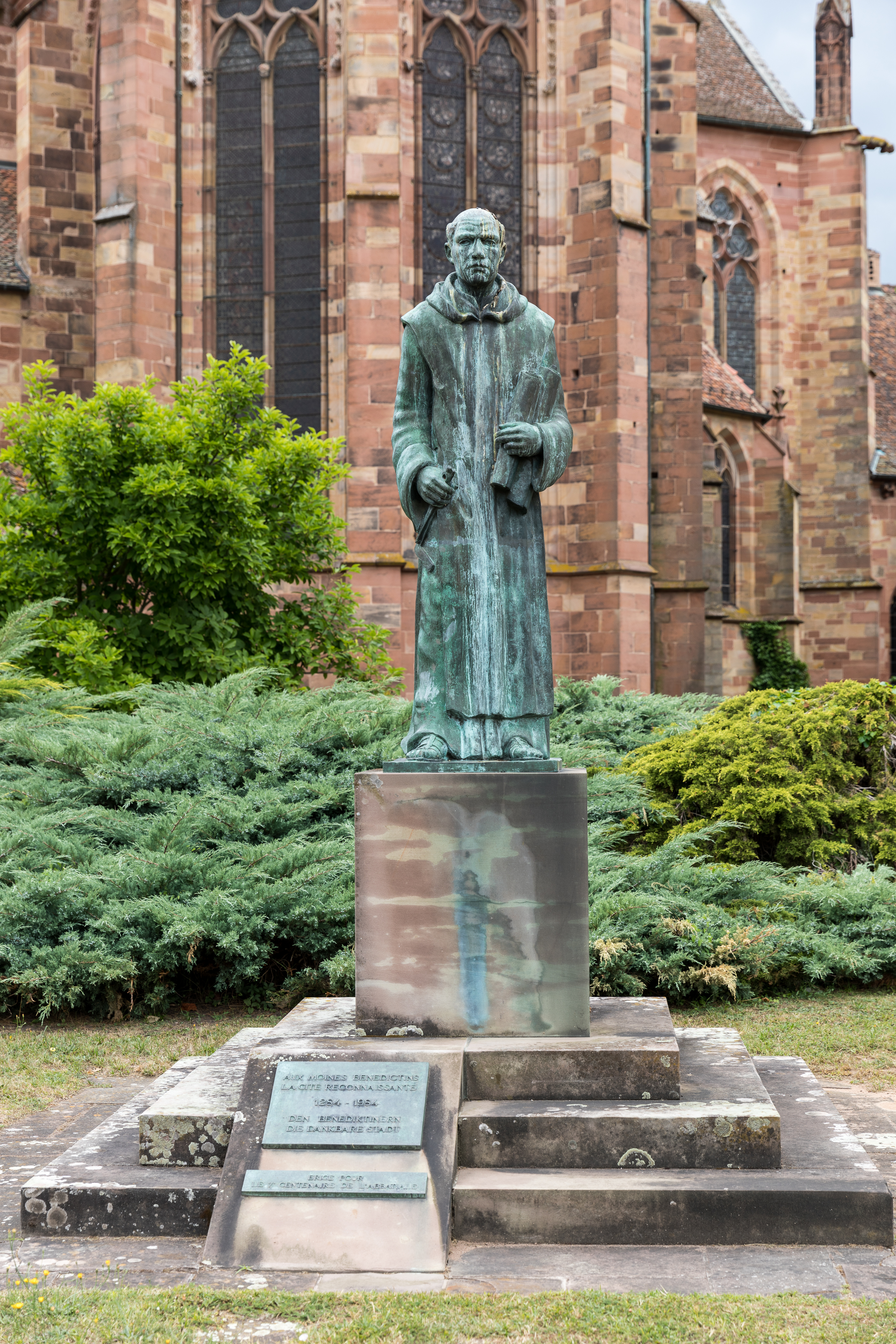
Benediktinerdenkmal an der Stiftskirche St. Peter & Paul in Wissembourg

Die Liste der Äbte des Klosters Weißenburg im Elsass verzeichnet die Äbte des Benediktinerklosters Weißenburg im heutigen Wissembourg im Elsass.

## Vorspann
Der Theologe und Historiker Kaspar Brusch überliefert in seiner 1551 erschienenen Klosterchronik erstmals eine Äbteliste für das Kloster Weißenburg im Druck. Als Quelle nennt er eine Auskunft des seinerzeitigen Bischofs von Speyer Philipp von Flersheim wie auch eigene Einsichtnahme in Weißenburger Überlieferungen. Bruschs Liste ist in der Reihenfolge der Äbte und in anderen Angaben fehlerhaft. Darauf weist Brusch auch selbst hin. Die moderne Forschung geht davon aus, dass vor Dragobodo zumindest kein Abt nachgewiesen werden kann.

## Äbte

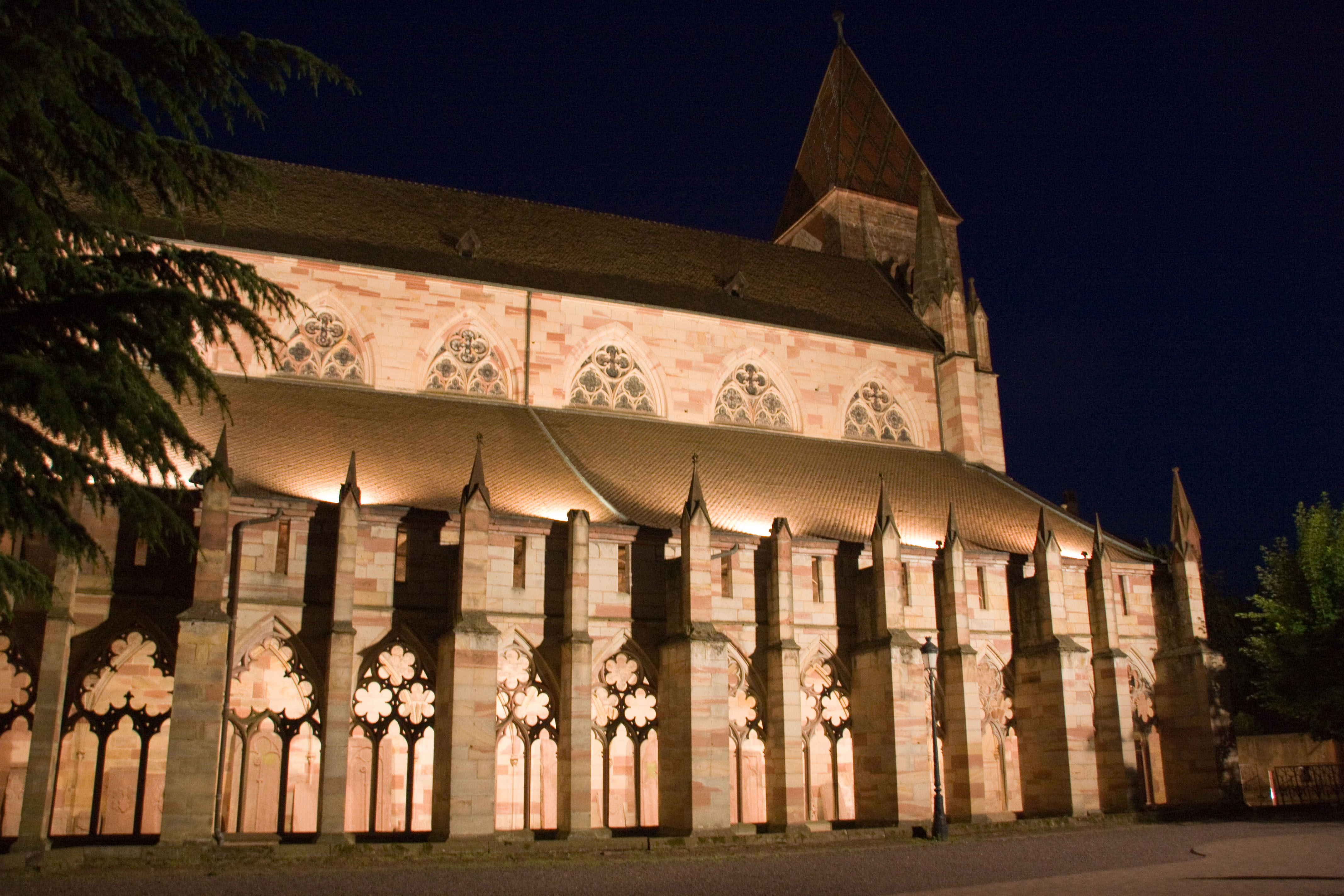
Kreuzgang Kloster Weißenburg

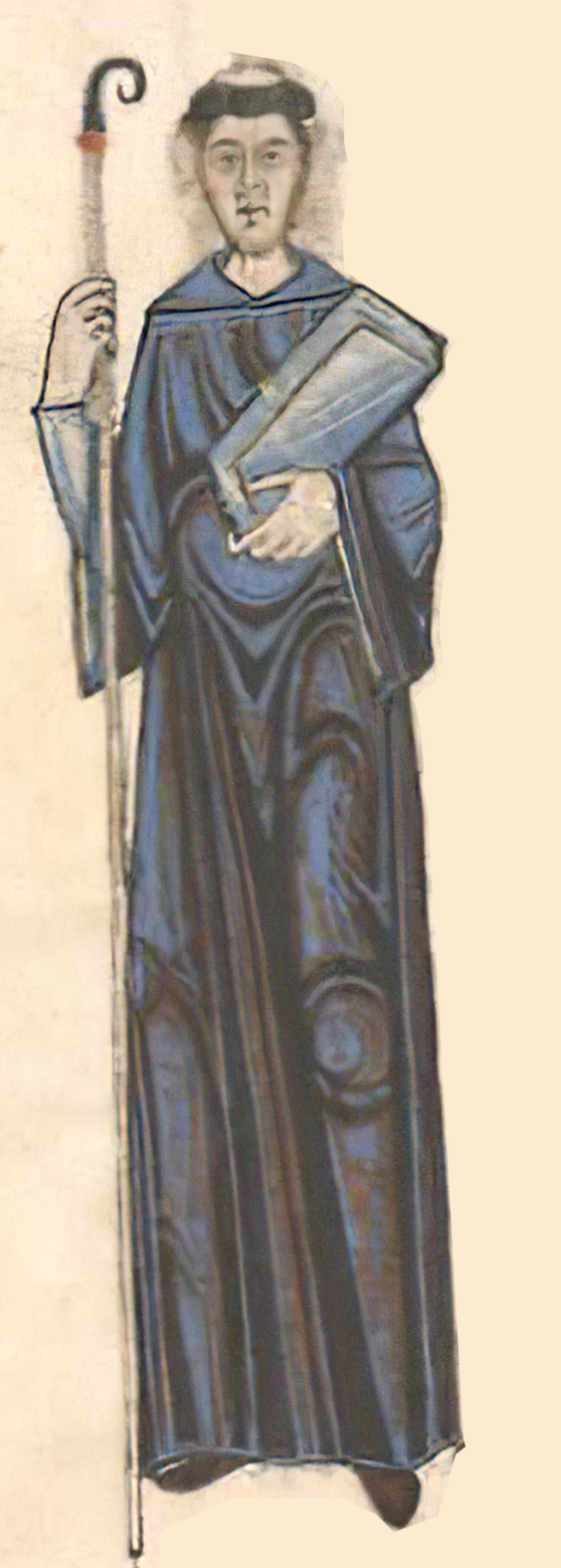
Abt Samuel von Weißenburg in einer Handschrift

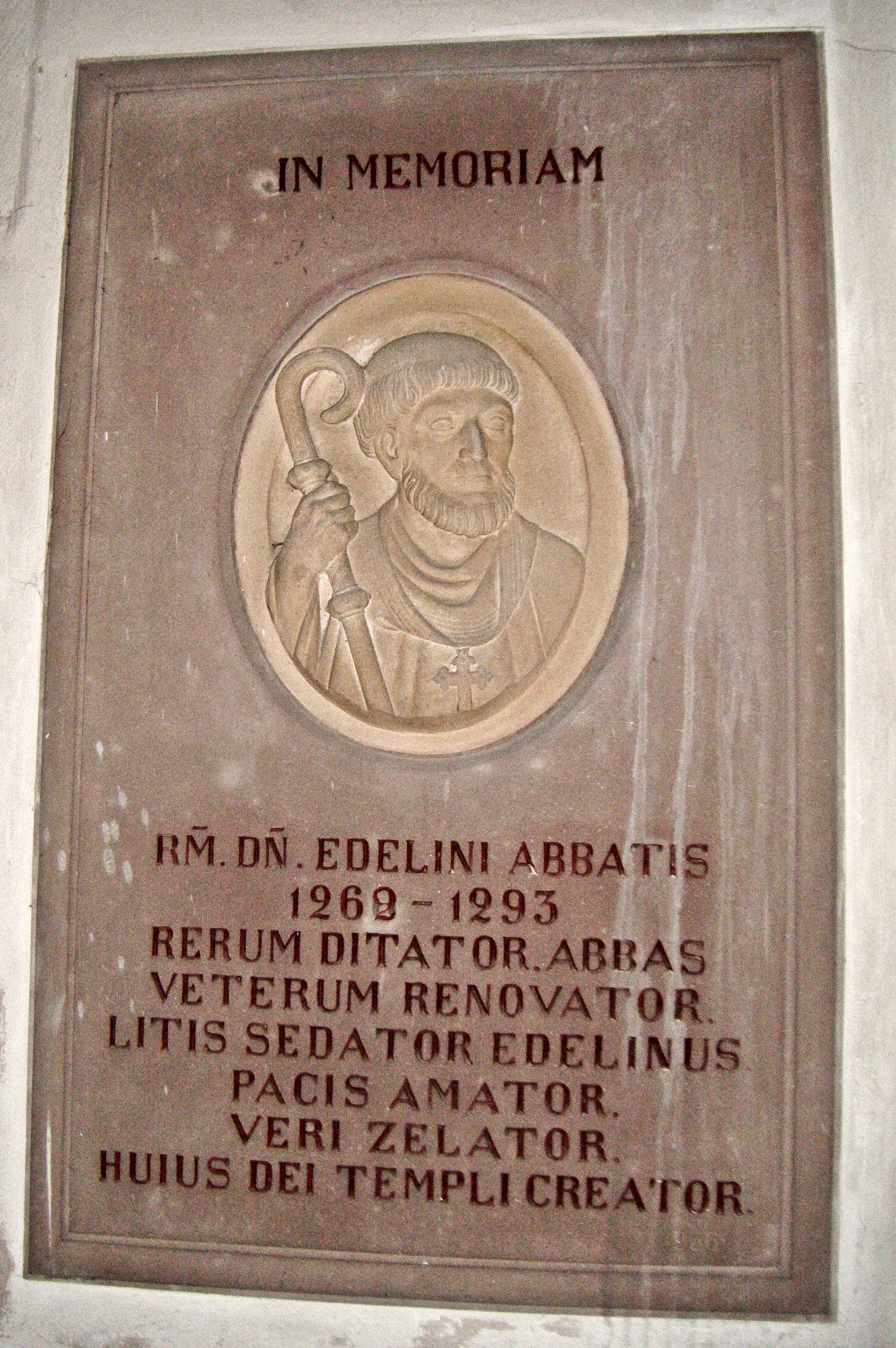
Gedenktafel für Abt Edelin in der ehemaligen Klosterkirche

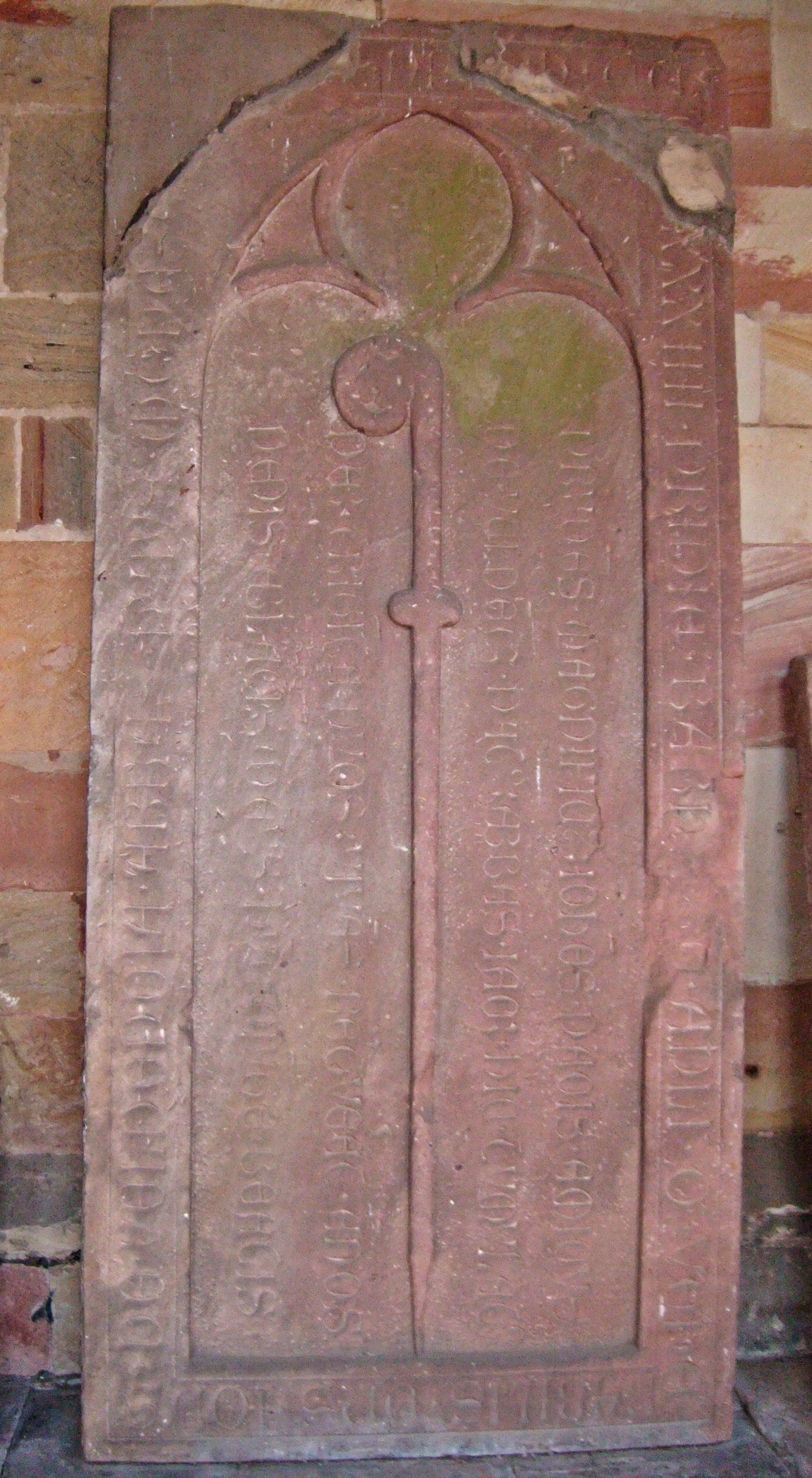
Grabplatte für Johann II. im Kreuzgang der Abteikirche St. Peter und Paul

| Abt                                  | Amtszeit                                                           | Anmerkung |
| ------------------------------------ | ------------------------------------------------------------------ | --- |
| Principius                           | ?                                                                  | Nur in mittelalterlicher Überlieferung. Bei Brusch Nr. 1. |
| Dragobodo                            | vor 661 – ~670                                                     | Zugleich Bischof von Speyer. Bei Brusch Nr. 9: Dragebodo |
| Chrodoin                             | genannt 682/683                                                    | In dieser Zeit hat die Benediktinerabtei St. Mauritius in Tholey einen Abt namens „Croduuinus“ oder „Croduinus“. Eventuell ist es die gleiche Person. Bei Brusch Nr. 2: Cheodonius |
| Ratfrid                              | 693/694–† 6. Februar 727 bis 731                                   | In einem Martyrolog des 11. oder 12. Jahrhunderts wird Ratfrid als Heiliger geführt. Bei Brusch Nr. 3: Radefridus |
| Chariald                             | vor 13. Mai 728                                                    | Bei Brusch Nr. 10: Charialdus |
| Erloald                              | nach 13. Mai 728–vor 23. Oktober 739                               | Bei Brusch Nr. 4: Ehrwaldus |
| Wieland                              | 739–743/744                                                        | Bei Brusch Nr. 13: Wielandus |
| David                                | 743/744–† 29. Januar 759                                           | Bischof von Speyer. Bei Brusch Nr. 12: David |
| Interregnum                          | 29. Januar 759–April 764                                           | Der Grund für das Interregnum ist unklar. |
| Ermbert                              | nach April 764–† 3. Januar 793 oder 798                            | Bischof von Worms. Bei Brusch Nr. 8: Ehrimbertus |
| Interregnum                          | 3. Januar 793–796                                                  | |
| Justolf                              | vor 797–† vor 5. Februar 810                                       | Eventuell identisch mit dem gleichnamigen Bischof von Ascoli. Bei Brusch Nr. 5: Iustulphus |
| Bernhar                              | 20. Mai 811–21. März 826                                           | Bischof von Worms. Bei Brusch Nr. 11: Bernhardus |
| Folcwich                             | zwischen 21. März und 31. Oktober 826–nach 17. November 830        | Bischof von Worms Bei Brusch Nr. 18: Voltwicus, alibi Volcwicus |
| Grimald von Weißenburg (1. Amtszeit) | vor 24. Juni 833–838/839                                           | Grimald stand bei den innerfamiliären Machtkämpfen der Karolinger auf der Seite Ludwig des Deutschen und wurde daraufhin von Ludwig dem Frommen abgesetzt. Als Kompensation ernannte ihn Ludwig der Deutsche zum Abt von St. Gallen.                                                                           |
| Otger (auch Otgar, Autgar)           | vor April 839–21. April 847                                        | Auch Erzbischof von Mainz. Bei Brusch Nr. 14: Odgerus |
| Grimald von Weißenburg (2. Amtszeit) | zwischen 21. April und 30. Juni 847–zwischen 25. April 862 und 870 | Nach der Schlacht von Fontenoy 841 und dem Tod von Abt Otger amtierte er ein zweites Mal als Abt des Klosters Weißenburg. |
| Liutbert                             | zwischen 862 und 870                                               | Ob er unmittelbar auf Grimald folgte, ist nicht gesichert. Auch er war Erzbischof von Mainz, Abt des Stifts Herrieden und Erzkanzler des Fränkischen Reichs |
| Hatto                                | ?; 902                                                             | Mit nur einer Urkunde von 902 als Abt von Weißenburg belegt. |
| Tradierungs-Lücke                    | 902–957                                                            | Bei Brusch finden sich hier folgende Abtsnamen: - Volcoldus, - Gerochus, - Voltwicus, - Mimoldus und - Adelhardus. |
| Geilo                                | 957–† 20. September 960                                            | Von Otto I. eingesetzt. |
| Gerrich I.                           | Nach dem 20. September 960–† 12. Mai 964                           | Gerrich begleitete Otto I. auf seinem zweiten Italienzug, wo er in Folge einer Seuche starb. |
| Ercambert                            | Nach dem 12. Mai 964–† 9. Februar 966                              | Ercambert war der Bruder seines Vorgängers Gerrich I. Ob ein 926 amtierender Dekan, der als „Ercanbeht presb[yter]“ genannt wird, mit ihm identisch war, ist nicht nachweisbar. |
| Adalbertus                           | nach dem 9. Februar 966–† 20. Juni 981                             | Ab 968 auch Erzbischof von Magdeburg |
| Sandrad                              | nach dem 20. Juni 981–985                                          | Sandrad war auch Abt der Klöster Gladbach und Ellwangen. Seine Amtszeit in Weißenburg endete offenbar gewaltsam beim Salischen Kirchenraub; † 24. August 985 oder 986 |
| Gisalher                             | 985–† 18. Oktober 989                                              | |
| Gerrich II.                          | 18. Oktober 989–Rücktritt 1001                                     | † 6. Juli 1007 |
| Sigebodo                             | 1001–† 8. September 1002                                           | |
| Luithard                             | nach dem 8. September 1002–† 1. November 1032                      | Der Tradition nach gilt er als Stifter des Kollegiatstifts St. Stephan vor den Toren von Weißenburg. |
| Fol(c)mar                            | nach dem 1. November 1032–† 14. Mai 1043                           | Von Poppo von Stablo als Abt in Weißenburg eingesetzt. |
| Arnold                               | nach dem 14. Mai 1043–† 2. Oktober 1055                            | Arnold war auch Abt der Klöster Limburg, Corvey und Lorsch, außerdem Bischof von Speyer. |
| Samuel                               | nach dem 2. Oktober 1055–† 10. Mai 1097                            | Samuel war auch Abt des Klosters Murbach und des Klosters St. Gregor. |
| Stephan                              | nach 10. Mai 1097–vor dem 8. August 1111                           | Stephan war auch Abt der Klöster Klingenmünster, Selz und Limburg. Zum Zeitpunkt seines Todes gibt es mehrere, voneinander abweichende Vermutungen. Am 8. August 1111 urkundet bereits sein Nachfolger. Es ist aber nicht ausgeschlossen, dass er da noch lebte und als Abt von Weißenburg zurückgetreten war. |
| Meingard (auch: Maingaud, Menigand)  | vor dem 8. August 1111–nach 1113                                   | |
| Udalrich (auch: Ulrich)              | 1118                                                               | |
| Wernher                              | -                                                                  | Sein Name stammt aus späterer Literatur, er ist nicht direkt bezeugt. |
| Ernest                               | -                                                                  | Sein Name stammt aus späterer Literatur, er ist nicht direkt bezeugt. |
| Benedict                             | etwa 1135–20. oder 21. August 1147                                 | |
| Engelschalk                          | nach dem 21. August 1147–9. September 1168 oder 1169               | |
| Gundlach                             | nach dem 9. September 1168 oder 1169–15. März 1187 oder 1188       | |
| Gottfried (Godefried)                | nach dem 15. März 1187 oder 1188–1195                              | |
| Wolfram (auch: Walram)               | 1195–11. Juli 1224                                                 | Wolfram war von 1211 bis 1219 auch Abt des Klosters Hornbach. |
| Cuno                                 | vor 10. August 1224–31. August 1248                                | Mehrfach im Gefolge Heinrich VII. nachgewiesen. |
| Conrad                               | 1248–1251                                                          | Er war möglicherweise 1224 bis 1227 Kantor des Klosters. |
| Friedrich                            | 1251–nach dem 23. November 1262                                    | Zuvor wohl Dekan des Klosters. |
| Edelin                               | nach dem 23. November 1262–† 12. Oktober 1293                      | |
| Wilhelm I.                           | nach 12. Oktober 1293–† 1. Februar 1301                            | War zuvor Dekan des Klosters. |
| Egidius                              | vor dem 10. Juni 1301–1312                                         | |
| Bartholomäus                         | vor dem 19. Februar 1313–20. Juli 1316                             | Zuvor möglicherweise Dekan des Klosters. |
| Wilhelm II.                          | 1316/1317–vor 2. Juli 1322                                         | Vor seinem Amtsantritt kommt es zu einer Doppelwahl, die Mehrheit entschied sich für Wilhelm, eine Minderheit für Konrad von Geroldseck. Letzterer verzichtete aber. |
| Johannes                             | vor 2. Juli 1322–† 3. November 1337                                | |
| Eberhard von Saarbrücken             | vor 1. April 1338–† 8. Dezember 1381                               | Er war vor seiner Wahl zum Abt Propst des Stifts Viertürme / „Quattuor Turrium“ vor den Toren von Weißenburg. |
| Hugo von Nohfelden                   | nach dem 8. Dezember 1381–zurückgetreten vor dem 26. März 1400     | Er war zuvor Dekan. † 21. März 1402. |
| Johann II. von Veldenz               | vor dem 26. März 1400–10. Juni 1434                                | |
| Philipp Schenk von Erbach            | nach dem 10. Juni 1434–† 13. Dezember 1467                         | Er war ein Bruder des Mainzer Erzbischofs Dietrich Schenk von Erbach. |
| Jakob von Bruck                      | nach dem 13. Dezember 1467–† 9. August 1472                        | Seine Amtszeit war geprägt von dem Weißenburger Krieg gegen die Kurpfalz. |
| Graf Anthis von Leiningen            | nach 9. August 1472–vor 5. November 1474                           | Durch den Abt Jakob von Bruck eingesetzter Vertreter, der nach dessen Tod das Kloster verwaltete und nicht den Titel „Abt“ führte. Er war zuvor Propst des Stiftes „Viertürme“ vor den Toren Weißenburgs und Propst des vom Kloster abhängigen Stifts St. Stephan.                                             |
| Erpho                                | vor 5. November 1474–vor 12. April 1475                            | Erpho ist Abt des Klosters Klingenmünster, in Weißenburg ist er nur Verwalter, nicht Abt. |
| Heinrich von Homburg                 | Vor 12. August 1475–† 25. Mai 1496, Florenz                        | Vor dem Amtsantritt in Weißenburg war er Abt des Klosters St. Peter in Merseburg. Bei seinem Tod befand er sich auf der Rückreise von der Kurie aus Rom. |
| Wilhelm III. von Eyp                 | nach dem 25. Mai 1496–† 18. Januar 1513                            | Vor seiner Wahl zum Abt war Wilhelm III. Prior des Klosters. |
| Rüdiger Fischer                      | nach dem 18. Januar 1513–25. April 1524                            | Rüdiger Fischer wurde nach Umwandlung des Klosters in ein weltliches Kollegiatstift am 25. April 1524 dessen erster Propst; † 7. Juli 1545. |

## Unteräbte
Während der Amtszeiten einiger Bischöfe als Äbte von Weißenburg werden in den historischen Abts-Listen Äbte benannt, die die moderne Forschung als Unteräbte oder Stellvertreter vor Ort einreiht:
| Unterabt             | Amtszeit                                    | Anmerkung |
| -------------------- | ------------------------------------------- | --- |
| Gotabert             | 787                                         | Er trug den Titel „Abt“, was sich aber auf ein anderes – namentlich nicht genanntes – Kloster bezieht. Bei Brusch Nr. 7: Gerbertus                                                                       |
| Anstram              | bezeugt um 810                              | Bezeugt ist er nur einmal um 810. Die Dauer seiner Amtszeit ist unbekannt. Raum dafür bleibt ab 790 und bis 819/820. Bei Brusch Nr. 6: Astrammus                                                         |
| Gerhoh               | 819/820                                     | Bei Brusch Nr. 17: Gerhochus |
| Volcold              | um 850                                      | Eventuell identisch mit einem namensgleichen Chorbischof in Mainz. Bei Brusch Nr. 16: Volcoldus |
| Jofrid von Leiningen | 23. November 1398–26. März 1400             | Thesaurar des Domkapitels Köln. Für das Kloster Weißenburg führte er den Titel „Coadjutor“. |
| Michael Kleneker     | nach dem Februar 1469–nach 1. November 1469 | Eingesetzter Verwalter während des Versuchs der Kurpfalz, die Herrschaft über das Kloster zu übernehmen. Er wurde daraufhin am 19. Dezember 1469 durch einen vom Papst ernannten Richter exkommuniziert. |

## Nachfolge
Das Kloster wurde 1524 aufgehoben und in ein weltliches Kollegiatstift umgewandelt, an dessen Spitze ein Propst stand. Erster Propst wurde Rüdiger Fischer, der letzte Abt des Klosters. Das Propsteiamt des Kollegiatstiftes nahm nach seinem Tod 1545 der Bischof von Speyer in Personalunion wahr. Das Stift ging in der Französischen Revolution unter.